# En lluita
En Lluita (coneguda amb el nom Socialisme Internacional de 1994 a 1998 i Esquerra Revolucionària de 1998 a 2001) era una organització espanyola anticapitalista i revolucionària amb seu a Barcelona. Participava en les lluites i els moviments amplis amb la perspectiva de la mobilització massiva i la unitat. Es va dissoldre l’any 2016.

## Ideals
En Lluita era una organització anticapitalista que apostava per un socialisme des de baix, fonamentat en el principi de l'autoemancipació de la classe treballadora. Defensava l'alliberament de la dona, s'oposava al racisme i l'homofòbia, i apostava pel dret a l’autodeterminació de les nacions oprimides dins l'Estat espanyol, entre elles els Països Catalans. Per tant, demanava el Sí en el referèndum català sobre la independència.
Creia que l'única via per aconseguir una societat igualitària i democràtica és a través d'una revolució des de la base per acabar amb el sistema actual. Per això considerava necessària l'existència d'una organització revolucionària que agrupés els i les activistes que veiessin necessari no només lluitar contra els atacs neoliberals, sinó que també apostessin per la superació revolucionària del capitalisme. També defensava la necessitat d'un pol anticapitalista on confluís l'esquerra radical.
Alguns dels seus referents ideològics eren Marx, Rosa Luxemburg, Lenin, Trotski o Andreu Nin, entre d'altres. Estava influït per les experiències del Partit Obrer d'Unificació Marxista (POUM) a la Guerra Civil.
En Lluita s'allunyava de la visió del trotskisme ortodox que concebia l’antiga Unió Soviètica i els països denominats socialistes com a Estats obrers burocràticament degenerats o deformats. Tant per En Lluita com per al corrent Socialisme Internacional aquests països representen una forma de capitalisme diferent, el capitalisme d'Estat. Aquest corrent s'identifica amb les teories de Tony Cliff (Yigael Gluckstein) sobre el capitalisme d'Estat.
En Lluita considerava que la lluita contra el sistema capitalista és internacional. Per això formava part del Corrent Socialisme Internacional (International Socialist Tendency), liderat pel Socialist Workers Party britànic.

## Implantació territorial
En Lluita tenia diverses agrupacions als Països Catalans (Barcelona Nord (Gràcia, el Clot, Horta), Sants i l'Hospitalet de Llobregat, a Badalona, a Tiana, al Vallès, a la Universitat de Barcelona i la Universitat Autònoma de Barcelona, i Mallorca (Universitat de les Illes Balears). A més l'organització tenia presència en altres localitats catalanes. També tenia agrupacions a altres punts de l'Estat com Andalusia (Granada, Jaén, Còrdova i Sevilla) i Madrid. Les agrupacions eren l'espai d'activitat de l'organització en el dia a dia. Les Assemblees Estatals, jornades i altres actes públics eren punts de trobada.
Als instituts i les universitats existia una secció estudiantil amb el nom d'Estudiants en lluita.

## Història
Durant els anys 90 va ser un grup sobretot dedicat a la feina de debat polític. A finals dels anys 90 es va involucrar en el moviment contra la llibreria nazi Europa. Poc després va ser una de les primeres organitzacions a apostar pel moviment antiglobalització. Va tenir una gran implicació en la mobilització pels Fòrums Socials Europeus de Florència (2002), París (2003) i Londres (2004). També va impulsar la Plataforma Aturem la Guerra que va convocar, entre d'altres, l'enorme manifestació del 15 de febrer de 2003.
A més, va participar activament en el moviment per l'habitatge digne (2006), les mobilitzacions pel Dret de decidir de 2006 o el moviment estudiantil contra Bolonya (2007-2010).
També estava molt actiu en el moviment 15M, a Unitat Contra el Feixisme i el Racisme -plataforma que va contribuir a impulsar-, i el moviment estudiantil. A més, participava en les lluites sindicals i les protestes contra l'ofensiva de les retallades socials.
Va participar en la candidatura “Anticapitalistes” a les eleccions al congrés de 2011 formant part de la coalició Des de baix.
A les eleccions a la Generalitat de Catalunya del 25 de novembre de 2012 va participar en la candidatura CUP-Alternativa d'Esquerres amb dos militants a les llistes per la demarcació de Barcelona i un per la demarcació de Tarragona.
L’any 2013 una crisis important es va esclatar al SWP britànic fruit d’unes acusacions d’agressió sexual contra un dels dirigents del partit. A més a més, s'acusava la direcció del SWP d’encobriment d’aquestes acusacions i altres que van sortir posteriorment. L'escàndol era major i una tercera part de la militància va abandonar el partit. La crisis també va impactar la IST amb la secció sèrbia abandonant l’organització i el SWP irlandès i En Lluita mostrant-se molt crític amb la gestió de la crisis per part de la direcció del SWP. 
El final d’octubre de 2016 l’assemblea d’En Lluita va votar d’una manera molt majoritària a favor de dissoldre el grup. En un text publicat sota el títol Una passa endavant, dues endarrere asseguraven  que “durant els darrers 22 anys, hem defensat sempre la unitat d’acció i la radicalitat, la necessitat de sortir dels espais de confort de l'esquerra radical i de no actuar de manera autorreferencial” i van afegir “en els moments definitius del procés d’independència de Catalunya, cal enfortir la CUP-CC”.

## Diari
Durant uns anys es publicava mensualment un diari que porta el títol En lluita, que es venia als barris, a les Universitats i a les mobilitzacions. També es publicava una revista quadrimestral amb el nom de l'Heura.

## Ara
Alguns exmembres d’En Lluita militen en la CUP i altres s'han adherit a Anticapitalistes/Anticapitalistas. Un nombre reduït d’exmilitants a Barcelona i Andalusia ha creat un nou grup, Marx21, que forma part de la IST.